# José Juncosa
José Juncosa Bellmunt ou Josep Juncosa i Bellmunt en catalan (né le 2 février 1922 à Les Borges Blanques en Catalogne et mort le 31 octobre 2003 à Reus) était un joueur et entraîneur de football espagnol.

## Biographie

### Club
Il évolue dans trois clubs différents durant sa carrière, au CF Reus Deportiu de 1941 à 1942, à l'Espanyol Barcelone de 1942 à 1944 (34 buts en 44 matchs) puis à l'Atlético Madrid entre 1944 et 1955 (80 buts en 188 matchs).

### International
En sélection, il joue deux matchs entre 1948 et 1950 et a participé à la coupe du monde 1950 au Brésil.